# قصر بهجة
قصر البهجة هو قصرٌ تاريخيٌ يقع في مركز اللدام في محافظة وادي الدواسر ضمن منطقة سكنية بالقرب من السوق الشعبي (سوق اللدام).

## تاريخ القصر
تختلف الروايات حول نشأة القصر حيث بعض المؤرخون يروون ان القصر بني ليكون مقراً للحماية التركية ويدعى (بهجت)، والبعض الآخر يرجع أسم القصر إلى بئر قديم تسمى (بهجة) وأن نشأته ترجع إلى عصر الإمام فيصل بن تركي آل سعود والذي بناه ليكون مقراً للإمارة.

## البناء
يتخذ القصر الشكل المستطيل وتبلغ أبعاده التقريبية حوالي 71 في 30م، ويتكون من سور عرضه يتجاوز 50 سم في بعض المواقع، وتتربع في زواياه أربعة أبراج مرتفعة مربعة الشكل، وبرجين أخرين في وسط ضلعه الشمالي والجنوبي استخدمت للمراقبة والدفاع عن القصر، ولها شكل هرمي يتسع في قاعدته ويضيق كلما أرتفع، وهذا يعطي شكلاً يعبر عن المتانة، كما يوجد بداخله قسم للسكن وأخر للحكم الإداري، وكذلك بئر للمياه محفورة في الصخر، ويجود أيضا مسجد يقع على الشارع ليخدم القصر والمارة.
استخدم في بناء القصر المواد التقليدية من البيئة المحلية الطين اللبن والمخلوط بالتبن ويرجح ان يكون سقفه مبني بجذوع الأثل وسعف وعسيب النخيل.

### المكونات
- حوائط القصر مبنية بطريقة المداميك
- يتكون القصر من كتلتين رئيسيتين (قسم للسكن وقسم للحكم الإداري)
- يؤجد بئر للمياه داخل القصر
- يوجد مسجد يقع على الشارع
- القصر حالياً غير مستخدم.[2]